# جايمي رويز (لاعب كرة قدم)
جايمي رويز (بالإسبانية: Jaime Ruiz)‏ هو لاعب كرة قدم بيروفي في مركز مهاجم ‏، ولد في 23 مايو 1935 في إيكا في بيرو. شارك في الألعاب الأولمبية الصيفية 1960. ولعب مع الجامعي دي بيرو.

## وصلات خارجية
- جايمي رويز على موقع عالم كرة القدم.نت (الإنجليزية)
- جايمي رويز على موقع اللجنة الأولمبية الدولية (الإنجليزية)
- جايمي رويز على موقع أوليمبيديا (الإنجليزية)